# Sheep Shearing in New Mexico
Sheep Shearing in New Mexico è un cortometraggio muto del 1912.

## Produzione
Il film fu prodotto dalla Selig Polyscope Company.

## Distribuzione
Distribuito dalla General Film Company, il film - un documentario di 150 metri - uscì nelle sale cinematografiche statunitensi il 21 giugno 1912. Nelle proiezioni, veniva programmato con il sistema dello split reel, accorpato in un'unica bobina con un altro cortometraggio prodotto dalla Selig, la comica The Arrival of Cousin Otto, tratto dai fumetti di Rudolph Dirks.